# FC Mokpo
FC Mokpo ist ein Fußballfranchise aus Mokpo, Südkorea. Der Verein spielt aktuell in der K3 League, der dritthöchsten Spielklasse Südkoreas.

## Geschichte

### Premierensaison
Das Franchise wurde am 24. Dezember 2009 gegründet und trat zur Saison 2010 der Korea National League bei. Als erster Trainer des Vereins wurde Kim Jeong-hyeok vorgestellt. Am Ende der ersten Saison landete die Mannschaft auf dem vorletzten Platz. Im Ligapokal schied sie direkt in der Gruppenphase aus. Im Pokal trat sie in der ersten Runde gegen die Dong-A University an, gegen die sie sich mit 4:0 durchsetzen konnte. In der zweiten Runde verlor sie gegen den FC Seoul nach einem 1:1-Unentschieden erst im Elfmeterschießen mit 3:4.

### Kim Jeong-hyeok-Ära (2011–2017)
Die Zweite Spielzeit unter kim Jeong-hyeok verlief in der Liga nicht besser. Auch dieses Mal beendete der Verein die Ligaspielzeit als Vorletzter. Auch die Pokalsaison verlief schlecht. In ihrer ersten Pokalrunde traten sie Auswärts bei Seongnam Ilhwa Chunma FC an, gegen welche sie allerdings mit 0:3 deutlich verloren. Währenddessen verlief der Ligapokal besser. Die Gruppenphase konnte man als Erstplatzierter beenden, sodass man sich nun für die K.O.-Runde gegen Changwon City FC qualifizierte. Das Spiel ging allerdings mit 1:2 verloren. Die Spielzeit 2012 verlief hingegen deutlich erfolgreicher. Der Verein konnte erstmals die Spielzeit im mittleren Tabellenbereich, auf Platz 8 beenden. Im Pokal hingegen kam man wieder zwei Runden weit. In ihrer Ersten Pokalrunde traten sie gegen die Sungkyunkwan-Universität an, gegen welche sie mit 5:1 gewonnen haben. In der anschließenden Runde, trat man erneut gegen den FC Seoul an. Das Spiel ging mit 0:3 verloren. Im Ligapokal hingegen, schied der Verein erneut in der Gruppenphase aus.
In der neuen Spielzeit 2013 konnte sie der Verein erneut steigern. Am Ende der Spielzeit stand man auf Platz 6 und scheiterte nur durch einen Punkt weniger an den Meisterschaftsrunden-Platzierungen. Im Pokal erreichte man erneut zwei Runden. In der ersten Pokalrunde empfing man die Dongguk Universität, welche man knapp mit 2:1 schlagen konnte. In der darauffolgenden Runde trat der Verein gegen Sangju Sangmu FC an, gegen welchen man allerdings mit 1:4 deutlich unterlag. Im Ligapokal hingegen, schaffte der Verein erneut die Qualifikation zur K.O.-Runde. Im Halbfinale des Ligapokals unterlag man allerdings gegen Cheonan City FC im Elfmeterschießen mit 3:4. Die darauffolgende Saison verlief hingegen enttäuschend. In der Liga kam man nicht über den 8. Platz hinaus. Auch im Pokal schied der Verein früh gegen Daejeon Citizen FC mit 1:2 aus. Nur im Ligapokal kam man erneut über die Gruppenphase hinaus, allerdings scheiterte man knapp gegen Gyeongju KHNP FC mit 1:2. Die Spielzeit 2015 verlief in der Liga hingegen besser. Der Verein konnte sich dank des 4. Tabellenplatzes erstmals für die Meisterschaftsrunde qualifizieren. Dort trat man im Viertelfinale gegen Gyeongju KHNP FC an, gegen welche man allerdings mit 0:2 unterlag. Auch im Pokal scheiterte man erneut in ihrer Ersten Pokalrunde gegen Hwaseong FC mit 1:2. Im Ligapokal schied man hingegen wieder früh in der Gruppenphase aus.
In der vorletzten Spielzeit unter Kim Jeong-hyeok kam man in der Liga nicht über den Vorletzten Tabellenplatz hinaus und auch im Pokal schied die Mannschaft von direkt in ihrer ersten Pokalrunde gegen die Dankook Universität mit 2:3 aus. Im Ligapokal konnte Mokpo sich für die K.O.-Phase qualifizieren, schied allerdings, mit 6:7 im Elfmeterschießen gegen die Ulsan Hyundai Mipo Dolphins, wieder im Halbfinale aus.
In der folgenden Saison verbesserte man sich in der Liga auf Platz 5 und auch die Spiele um den Pokal waren erfolgreich. Der Ligarivale Changwon City FC wurde mit 2:0 bezwungen. Darauf folgten ein 1:0-Sieg gegen Yangpyeong FC in Runde vier sowie im Achtelfinale gegen den FC Pocheon. Mit 3:0 entschied die Mannschaft auch das Viertelfinale gegen Seongnam FC souverän für sich. Schließlich traf Mokpo auf den späteren Pokalsieger Ulsan Hyundai und verlor mit 0:1 das Halbfinalspiel. Im Ligapokal schied das Team hingegen frühzeitig aus. Nach Ende der Spielzeit verließ Kim jeong-hyeok den Verein, sein Nachfolger wurde Kim Sang-hun.

### Kim Sang-hun-Ära (2018–2019)
Die Premierenspielzeit von Kim Sang-hun begann gut. In der Liga konnte man sich auf Platz 5 stabilisieren, während man im Ligapokal in der Gruppenphase ausschied. Nur im Pokal lief es besser. In der 3. Hauptrunde besiegte die Mannschaft den Seoul Jungnang FC mit 3:1 und setzte sich anschließend gegen den Zweitligisten FC Anyang mit 2:1 durch. Auch das Achtelfinale wurde mit einem 2:1 gegen Erstligisten Incheon United FC entschieden. Das Viertelfinalspiel gegen den Erstligisten Daegu FC ging mit 1:2 verloren.
Die zweite Saison verlief hingegen schlechter. In der Liga erreichte das Team im letzten Jahr der Korea National League den 6. Platz. Auch im letztmals ausgetragenen Ligapokal kam man erneut nicht über die Gruppenphase hinaus. Im Pokal unterlag der FC Mokpo, nach einem 1:0-Sieg gegen den Jeonju FC, in der 4. Hauptrunde dem Cheonan City FC 0:1. Nach Ende der Spielzeit wurde der Vertrag von Kim Sang-hun nicht verlängert. Sein Nachfolger wurde Jeong Hyeon-ho.

### Gegenwart
Nach Auflösung der KNL trat der Verein der neugegründeten K3 League bei. Die Premierenspielzeit in der K3 League verlief hingegen gut. In der Regulären Spielzeit konnte man sich dank des 7. Tabellenplatzes für die Meisterschaftsrunde qualifizieren. Dort konnte man sich sogar noch auf Platz 5 verbessern, allerdings scheiterte man auch hier deutlich an der Qualifikation zu den Meisterschaftsspielen. Im Pokal schied die Mannschaft von Jeong Hyeon-ho hingegen früh gegen Gyeongnam FC in der Verlängerung mit 3:4 aus. In der darauffolgenden Saison, konnte sich die Mannschaft von Jeong Hyeon-ho steigern und mit Tabellenplatz 3 sich erstmalig für die Meisterschaftsspiele der K3 League qualifizieren. Im Viertelfinale der Meisterschaftsspiele, empfang die Mannschaft den Tabellenplatz Vierten Gyeongju KHNP FC. Das Spiel ging mit 1:1 zu Ende, da Mokpo das Heimrecht besaß galt somit das Spiel als gewonnen. Im Halbfinale ging es anschließend gegen Gimpo FC, gegen welche der Verein mit 0:2 unterlag und somit aus der Ligameisterschaft ausschied. Auch im Pokal konnte sich die Mannschaft steigern: in ihrer Ersten Hauptrunde, empfangen sie Gimpo FC, die sie mit 1:0 schlagen konnten. In der 3. Hauptrunde traten sie bei Gyeongnam FC an. Wie im Vorjahr unterlag allerdings der Verein in der Verlängerung mit 1:3.

### Historie-Übersicht
| Saison        | Liga                  | Kl. | Vereine | Spiele | Pl. | S  | U  | N  | Tore  | Pkt. | KFA Cup       | Play-Off           | KNL-Ligapokal | Trainer         |
| Mokpo City FC |                       |     |         |        |     |    |    |    |       |      |               |                    |               |                 |
| 2010          | Korea National League | 2   | 15      | 14     | 15. | 1  | 5  | 8  | 8:20  | 8    | 3. Hauptrunde | Nicht Qualifiziert | Gruppenphase  | Kim Jeong-hyeok |
| 2010          | Korea National League | 2   | 15      | 14     | 12. | 3  | 3  | 8  | 13:18 | 12   | 3. Hauptrunde | Nicht Qualifiziert | Gruppenphase  | Kim Jeong-hyeok |
| 2011          | Korea National League | 2   | 14      | 26     | 13. | 5  | 6  | 15 | 25:36 | 21   | 3. Hauptrunde | Nicht Qualifiziert | Viertelfinale | Kim Jeong-hyeok |
| 2012          | Korea National League | 2   | 14      | 26     | 8.  | 10 | 6  | 10 | 28:37 | 36   | 3. Hauptrunde | Nicht Qualifiziert | Gruppenphase  | Kim Jeong-hyeok |
| 2013          | Korea National League | 3   | 10      | 27     | 6.  | 10 | 6  | 11 | 34:36 | 36   | 3. Hauptrunde | Nicht Qualifiziert | Halbfinale    | Kim Jeong-hyeok |
| 2014          | Korea National League | 3   | 10      | 27     | 8.  | 8  | 8  | 11 | 28:39 | 32   | 2. Hauptrunde | Nicht Qualifiziert | Halbfinale    | Kim Jeong-hyeok |
| 2015          | Korea National League | 3   | 10      | 27     | 4.  | 12 | 8  | 7  | 30:21 | 44   | 3. Hauptrunde | Viertelfinale      | Gruppenphase  | Kim Jeong-hyeok |
| 2016          | Korea National League | 3   | 10      | 27     | 9.  | 6  | 9  | 12 | 20:26 | 27   | 3. Hauptrunde | Nicht Qualifiziert | Halbfinale    | Kim Jeong-hyeok |
| 2017          | Korea National League | 3   | 8       | 28     | 5.  | 8  | 11 | 9  | 35:35 | 35   | Halbfinale    | Nicht Qualifiziert | Gruppenphase  | Kim Jeong-hyeok |
| 2018          | Korea National League | 3   | 8       | 28     | 5.  | 7  | 10 | 11 | 36:42 | 31   | Viertelfinale | Nicht Qualifiziert | Gruppenphase  | Kim Sang-hun    |
| 2019          | Korea National League | 3   | 8       | 28     | 6.  | 7  | 8  | 13 | 26:35 | 29   | 4. Hauptrunde | Nicht Qualifiziert | Gruppenphase  | Kim Sang-hun    |
| 2020          | K3 League             | 3   | 16      | 22     | 5.  | 10 | 3  | 9  | 39:30 | 33   | 2. Hauptrunde | Nicht Qualifiziert | -             | Jeong Hyeon-ho  |
| FC Mokpo      |                       |     |         |        |     |    |    |    |       |      |               |                    |               |                 |
| 2021          | K3 League             | 3   | 15      | 28     | 3.  | 14 | 8  | 6  | 34:23 | 50   | 3. Hauptrunde | Halbfinale         | -             | Jeong Hyeon-ho  |
| 2022          | K3 League             | 3   | 16      | 30     |     |    |    |    | -:-   |      | Ausgeschieden |                    | -             | Jeong Hyeon-ho  |

## Stadion
| Stadion | Name                                 | Eigentümer            | Eröffnung | Nutzungszeitraum | Nutzungszeitraum |
| Stadion | Name                                 | Eigentümer            | Eröffnung | Von              | Bis              |
| ------- | ------------------------------------ | --------------------- | --------- | ---------------- | ---------------- |
|         | Internationales Fußball-Center Mokpo | Stadtverwaltung Mokpo | 2010      | 2010             | Bis jetzt        |

## Fanszene
Die Fanszene besteht aus einer aktiven Fangruppierung, den Sky High. Aktive Freundschaften oder Rivalitäten werden nicht gepflegt.